# Шумахер, Даниил Данилович
Даниил Данилович Шумахер (1819—1908) — российский финансист и предприниматель, директор Московско-рязанской железной дороги, председатель правления Коммерческого ссудного банка, московский городской голова. Тайный советник.

## Биография
Родился в Тавастегусе (Великое княжество Финляндское) 4 (16) января 1819 года в семье дворянина Даниила Фёдоровича Шумахера (1778—1861).
С 10 января 1831 года, вместе с братом Александром был отдан в московское частное учебное заведение Лаврентия Чермака из которого был выпущен 24 июня 1835 года.
В 1839 году кандидатом прав окончил юридический факультет Московского университета и  9 октября поступил на службу в Сохранную казну Московского опекунского совета — помощником бухгалтера экспедиции по вкладам; в 1853 году был произведён в коллежские советники, в 1859 году — в статские советники, 28 декабря 1862 года  в действительный статские советники, 30 августа 1887 года в тайные советники. С 1865 года был управляющим Московской сохранной и ссудной кассой Московского воспитательного дома. Был также директором Московско-Рязанской железной дороги. С момента основания в 1870 году Коммерческого ссудного банка был председателем его правления, с 1873 года  — товарищ председателя правления.
С 16 октября (утверждён 14 декабря) 1873 по 16 апреля 1876 года был московским городским головой; был вынужден уйти с должности раньше положенного четырёхлетнего срока, поскольку был привлечён к следствию и суду: когда в октябре 1875 года Коммерческий банк, в котором Шумахер был товарищем председателя правления и держал в нём деньги свои и опекаемых им племянников, прекратил платежи, он, воспользовавшись служебным положением, снял все эти деньги. Деньги он затем вернул и был оправдан судом, но его государственная общественная служба на этом закончилась.
Был лютеранином и в 1868—1870 годах состоял президентом Московской евангелическо-лютеранской консистории.
Умер в марте 1908 года.
Был женат на Юлии Богдановне Мюльгаузен (1827 — после 1903) — дочери доктора медицины Богдана Карловича Мюльгаузена, сестре жены историка Т. Н. Грановского. Их единственный  сын — Александр (1855—1917), дочь — Юлия (1865—?).

## Награды
- орден Св. Станислава 2-й ст. (1856)
- орден Св. Владимира 3-й ст. (1866)
- орден Св. Станислава 1-й ст. (1870)
- орден Св. Анны 1-й ст. (1872)